# 1-я бригада кавалерийского запаса
1-я бригада кавалерийского запаса — учебное кавалерийское соединение в составе Русской императорской армии. Штаб бригады: Воронеж.

## История бригады

### Формирование
- 1863—1875 — 1-я резервная кавалерийская бригада
- 1875—1883 — 1-я запасная кавалерийская бригада
- 1883—1918 — 1-я бригада кавалерийского запаса[6]

### Боевые действия
- Русско-японская война
- Первая мировая война[7]

Перед бригадой были поставлены задачи по ускоренному обучению пополнения, созданию и отправлению на фронт конно-разведческих команд в пехотные полки, обучению личного состава маршевых эскадронов для восполнения убыли в полках, участвующих в боевых действиях. Особое внимание должно было уделяться выездке и обучению кавалеристов тактике действий, максимально приближенных к боевым условиям. С объявлением мобилизации личный состав запасных кавалерийских частей усиливался переводом из каждого кавалерийского полка в соответствующий запасной эскадрон одного штабс-ротмистра, двух наездников, шести писарей и семнадцати нестроевых.

## Состав бригады
- 2-й Запасной кавалерийский полк (Острогожск)
- 4-й Запасной кавалерийский полк (Ново-Покровское)
- 6-й Запасной кавалерийский полк (Борисоглебск)
- Кадр № 1 кавалерийского запаса (Сызрань)[3]
- Кадр № 2 кавалерийского запаса (Сызрань)[3]

## Командование бригады

### Начальники бригады
- 1883-? — генерал-майор Свиты Е.И.В. Притвиц Николай Карлович
- 28 ноября 1901 года — весна 1902 — генерал-майор Ахвердов Николай Николаевич[9]
- конец 1902 — 23.06.1905 — Сахаров Василий Михайлович[10]
- 23.06.1905 — 22.03.1907 — генерал-майор Здроевский Михаил Юльянович[10]
- 07.04.1907 — 25.01.1914 — генерал-майор (с 06.12.1911 генерал-лейтенант) Еропкин Ипполит Алексеевич[10]
- 26.01.1914 — после 10.07.1916 — генерал-майор Апрелев Павел Павлович
- С апреля 1917 года, возможно, полковник (по другим сведениям — генерал-майор[11]), барон Врангель Владимир Платонович (1864—1919 гг.). После выражения ему недоверия солдатами просил освободить его от командования, уехал в Петроград, где был определён начальником (по другим сведениям — преподавателем[11]) кадетского училища.[12]

## Офицеры
- Еропкин, Ипполит Алексеевич (генерал-майор, начальник бригады)[13]
- Мацкий, Николай Александрович (штабс-ротмистр, старший адъютант управления)[13]